# جاك ماكدونالد (لاعب كرة قاعدة)
جاك ماكدونالد (بالإنجليزية: Jack McDonald)‏ هو لاعب كرة قاعدة أمريكي، ولد في 1844 في بروكلين في الولايات المتحدة، وتوفي في 23 نوفمبر 1880.

## وصلات خارجية
- جاك ماكدونالد على موقعبيزبول رفرنس.كوم (الدوري الرئيسي) (الإنجليزية)
- جاك ماكدونالد على موقعبيزبول رفرنس.كوم (الدوري الثانوي) (الإنجليزية)